# 1744
Portal Geschichte | Portal Biografien | Aktuelle Ereignisse | Jahreskalender | Tagesartikel

◄ |
17. Jahrhundert |
18. Jahrhundert
| 19. Jahrhundert | ►

◄ |
1710er |
1720er |
1730er |
1740er
| 1750er | 1760er | 1770er | ►

◄◄ |
◄ |
1740 |
1741 |
1742 |
1743 |
1744
| 1745 | 1746 | 1747 | 1748 | ► | ►►
Staatsoberhäupter  · Nekrolog  · Literaturjahr · Musikjahr
| Januar | Januar | Januar | Januar | Januar | Januar | Januar | Januar |
| Kw     | Mo     | Di     | Mi     | Do     | Fr     | Sa     | So     |
| ------ | ------ | ------ | ------ | ------ | ------ | ------ | ------ |
| 1      |        |        | 1      | 2      | 3      | 4      | 5      |
| 2      | 6      | 7      | 8      | 9      | 10     | 11     | 12     |
| 3      | 13     | 14     | 15     | 16     | 17     | 18     | 19     |
| 4      | 20     | 21     | 22     | 23     | 24     | 25     | 26     |
| 5      | 27     | 28     | 29     | 30     | 31     |        |        |

| Februar | Februar | Februar | Februar | Februar | Februar | Februar | Februar |
| Kw      | Mo      | Di      | Mi      | Do      | Fr      | Sa      | So      |
| ------- | ------- | ------- | ------- | ------- | ------- | ------- | ------- |
| 5       |         |         |         |         |         | 1       | 2       |
| 6       | 3       | 4       | 5       | 6       | 7       | 8       | 9       |
| 7       | 10      | 11      | 12      | 13      | 14      | 15      | 16      |
| 8       | 17      | 18      | 19      | 20      | 21      | 22      | 23      |
| 9       | 24      | 25      | 26      | 27      | 28      | 29      |         |

| März | März | März | März | März | März | März | März |
| Kw   | Mo   | Di   | Mi   | Do   | Fr   | Sa   | So   |
| ---- | ---- | ---- | ---- | ---- | ---- | ---- | ---- |
| 9    |      |      |      |      |      |      | 1    |
| 10   | 2    | 3    | 4    | 5    | 6    | 7    | 8    |
| 11   | 9    | 10   | 11   | 12   | 13   | 14   | 15   |
| 12   | 16   | 17   | 18   | 19   | 20   | 21   | 22   |
| 13   | 23   | 24   | 25   | 26   | 27   | 28   | 29   |
| 14   | 30   | 31   |      |      |      |      |      |

| April | April | April | April | April | April | April | April |
| Kw    | Mo    | Di    | Mi    | Do    | Fr    | Sa    | So    |
| ----- | ----- | ----- | ----- | ----- | ----- | ----- | ----- |
| 14    |       |       | 1     | 2     | 3     | 4     | 5     |
| 15    | 6     | 7     | 8     | 9     | 10    | 11    | 12    |
| 16    | 13    | 14    | 15    | 16    | 17    | 18    | 19    |
| 17    | 20    | 21    | 22    | 23    | 24    | 25    | 26    |
| 18    | 27    | 28    | 29    | 30    |       |       |       |

| Mai | Mai | Mai | Mai | Mai | Mai | Mai | Mai |
| Kw  | Mo  | Di  | Mi  | Do  | Fr  | Sa  | So  |
| --- | --- | --- | --- | --- | --- | --- | --- |
| 18  |     |     |     |     | 1   | 2   | 3   |
| 19  | 4   | 5   | 6   | 7   | 8   | 9   | 10  |
| 20  | 11  | 12  | 13  | 14  | 15  | 16  | 17  |
| 21  | 18  | 19  | 20  | 21  | 22  | 23  | 24  |
| 22  | 25  | 26  | 27  | 28  | 29  | 30  | 31  |

| Juni | Juni | Juni | Juni | Juni | Juni | Juni | Juni |
| Kw   | Mo   | Di   | Mi   | Do   | Fr   | Sa   | So   |
| ---- | ---- | ---- | ---- | ---- | ---- | ---- | ---- |
| 23   | 1    | 2    | 3    | 4    | 5    | 6    | 7    |
| 24   | 8    | 9    | 10   | 11   | 12   | 13   | 14   |
| 25   | 15   | 16   | 17   | 18   | 19   | 20   | 21   |
| 26   | 22   | 23   | 24   | 25   | 26   | 27   | 28   |
| 27   | 29   | 30   |      |      |      |      |      |

| Juli | Juli | Juli | Juli | Juli | Juli | Juli | Juli |
| Kw   | Mo   | Di   | Mi   | Do   | Fr   | Sa   | So   |
| ---- | ---- | ---- | ---- | ---- | ---- | ---- | ---- |
| 27   |      |      | 1    | 2    | 3    | 4    | 5    |
| 28   | 6    | 7    | 8    | 9    | 10   | 11   | 12   |
| 29   | 13   | 14   | 15   | 16   | 17   | 18   | 19   |
| 30   | 20   | 21   | 22   | 23   | 24   | 25   | 26   |
| 31   | 27   | 28   | 29   | 30   | 31   |      |      |

| August | August | August | August | August | August | August | August |
| Kw     | Mo     | Di     | Mi     | Do     | Fr     | Sa     | So     |
| ------ | ------ | ------ | ------ | ------ | ------ | ------ | ------ |
| 31     |        |        |        |        |        | 1      | 2      |
| 32     | 3      | 4      | 5      | 6      | 7      | 8      | 9      |
| 33     | 10     | 11     | 12     | 13     | 14     | 15     | 16     |
| 34     | 17     | 18     | 19     | 20     | 21     | 22     | 23     |
| 35     | 24     | 25     | 26     | 27     | 28     | 29     | 30     |
| 36     | 31     |        |        |        |        |        |        |

| September | September | September | September | September | September | September | September |
| Kw        | Mo        | Di        | Mi        | Do        | Fr        | Sa        | So        |
| --------- | --------- | --------- | --------- | --------- | --------- | --------- | --------- |
| 36        |           | 1         | 2         | 3         | 4         | 5         | 6         |
| 37        | 7         | 8         | 9         | 10        | 11        | 12        | 13        |
| 38        | 14        | 15        | 16        | 17        | 18        | 19        | 20        |
| 39        | 21        | 22        | 23        | 24        | 25        | 26        | 27        |
| 40        | 28        | 29        | 30        |           |           |           |           |

| Oktober | Oktober | Oktober | Oktober | Oktober | Oktober | Oktober | Oktober |
| Kw      | Mo      | Di      | Mi      | Do      | Fr      | Sa      | So      |
| ------- | ------- | ------- | ------- | ------- | ------- | ------- | ------- |
| 40      |         |         |         | 1       | 2       | 3       | 4       |
| 41      | 5       | 6       | 7       | 8       | 9       | 10      | 11      |
| 42      | 12      | 13      | 14      | 15      | 16      | 17      | 18      |
| 43      | 19      | 20      | 21      | 22      | 23      | 24      | 25      |
| 44      | 26      | 27      | 28      | 29      | 30      | 31      |         |

| November | November | November | November | November | November | November | November |
| Kw       | Mo       | Di       | Mi       | Do       | Fr       | Sa       | So       |
| -------- | -------- | -------- | -------- | -------- | -------- | -------- | -------- |
| 44       |          |          |          |          |          |          | 1        |
| 45       | 2        | 3        | 4        | 5        | 6        | 7        | 8        |
| 46       | 9        | 10       | 11       | 12       | 13       | 14       | 15       |
| 47       | 16       | 17       | 18       | 19       | 20       | 21       | 22       |
| 48       | 23       | 24       | 25       | 26       | 27       | 28       | 29       |
| 49       | 30       |          |          |          |          |          |          |

| Dezember | Dezember | Dezember | Dezember | Dezember | Dezember | Dezember | Dezember |
| Kw       | Mo       | Di       | Mi       | Do       | Fr       | Sa       | So       |
| -------- | -------- | -------- | -------- | -------- | -------- | -------- | -------- |
| 49       |          | 1        | 2        | 3        | 4        | 5        | 6        |
| 50       | 7        | 8        | 9        | 10       | 11       | 12       | 13       |
| 51       | 14       | 15       | 16       | 17       | 18       | 19       | 20       |
| 52       | 21       | 22       | 23       | 24       | 25       | 26       | 27       |
| 53       | 28       | 29       | 30       | 31       |          |          |          |

| Januar | Januar | Januar | Januar | Januar | Januar | Januar | Januar |
| Kw     | Mo     | Di     | Mi     | Do     | Fr     | Sa     | So     |
| ------ | ------ | ------ | ------ | ------ | ------ | ------ | ------ |
| 1      |        |        | 1      | 2      | 3      | 4      | 5      |
| 2      | 6      | 7      | 8      | 9      | 10     | 11     | 12     |
| 3      | 13     | 14     | 15     | 16     | 17     | 18     | 19     |
| 4      | 20     | 21     | 22     | 23     | 24     | 25     | 26     |
| 5      | 27     | 28     | 29     | 30     | 31     |        |        |

| Februar | Februar | Februar | Februar | Februar | Februar | Februar | Februar |
| Kw      | Mo      | Di      | Mi      | Do      | Fr      | Sa      | So      |
| ------- | ------- | ------- | ------- | ------- | ------- | ------- | ------- |
| 5       |         |         |         |         |         | 1       | 2       |
| 6       | 3       | 4       | 5       | 6       | 7       | 8       | 9       |
| 7       | 10      | 11      | 12      | 13      | 14      | 15      | 16      |
| 8       | 17      | 18      | 19      | 20      | 21      | 22      | 23      |
| 9       | 24      | 25      | 26      | 27      | 28      | 29      |         |

| März | März | März | März | März | März | März | März |
| Kw   | Mo   | Di   | Mi   | Do   | Fr   | Sa   | So   |
| ---- | ---- | ---- | ---- | ---- | ---- | ---- | ---- |
| 9    |      |      |      |      |      |      | 1    |
| 10   | 2    | 3    | 4    | 5    | 6    | 7    | 8    |
| 11   | 9    | 10   | 11   | 12   | 13   | 14   | 15   |
| 12   | 16   | 17   | 18   | 19   | 20   | 21   | 22   |
| 13   | 23   | 24   | 25   | 26   | 27   | 28   | 29   |
| 14   | 30   | 31   |      |      |      |      |      |

| April | April | April | April | April | April | April | April |
| Kw    | Mo    | Di    | Mi    | Do    | Fr    | Sa    | So    |
| ----- | ----- | ----- | ----- | ----- | ----- | ----- | ----- |
| 14    |       |       | 1     | 2     | 3     | 4     | 5     |
| 15    | 6     | 7     | 8     | 9     | 10    | 11    | 12    |
| 16    | 13    | 14    | 15    | 16    | 17    | 18    | 19    |
| 17    | 20    | 21    | 22    | 23    | 24    | 25    | 26    |
| 18    | 27    | 28    | 29    | 30    |       |       |       |

| Mai | Mai | Mai | Mai | Mai | Mai | Mai | Mai |
| Kw  | Mo  | Di  | Mi  | Do  | Fr  | Sa  | So  |
| --- | --- | --- | --- | --- | --- | --- | --- |
| 18  |     |     |     |     | 1   | 2   | 3   |
| 19  | 4   | 5   | 6   | 7   | 8   | 9   | 10  |
| 20  | 11  | 12  | 13  | 14  | 15  | 16  | 17  |
| 21  | 18  | 19  | 20  | 21  | 22  | 23  | 24  |
| 22  | 25  | 26  | 27  | 28  | 29  | 30  | 31  |

| Juni | Juni | Juni | Juni | Juni | Juni | Juni | Juni |
| Kw   | Mo   | Di   | Mi   | Do   | Fr   | Sa   | So   |
| ---- | ---- | ---- | ---- | ---- | ---- | ---- | ---- |
| 23   | 1    | 2    | 3    | 4    | 5    | 6    | 7    |
| 24   | 8    | 9    | 10   | 11   | 12   | 13   | 14   |
| 25   | 15   | 16   | 17   | 18   | 19   | 20   | 21   |
| 26   | 22   | 23   | 24   | 25   | 26   | 27   | 28   |
| 27   | 29   | 30   |      |      |      |      |      |

| Juli | Juli | Juli | Juli | Juli | Juli | Juli | Juli |
| Kw   | Mo   | Di   | Mi   | Do   | Fr   | Sa   | So   |
| ---- | ---- | ---- | ---- | ---- | ---- | ---- | ---- |
| 27   |      |      | 1    | 2    | 3    | 4    | 5    |
| 28   | 6    | 7    | 8    | 9    | 10   | 11   | 12   |
| 29   | 13   | 14   | 15   | 16   | 17   | 18   | 19   |
| 30   | 20   | 21   | 22   | 23   | 24   | 25   | 26   |
| 31   | 27   | 28   | 29   | 30   | 31   |      |      |

| August | August | August | August | August | August | August | August |
| Kw     | Mo     | Di     | Mi     | Do     | Fr     | Sa     | So     |
| ------ | ------ | ------ | ------ | ------ | ------ | ------ | ------ |
| 31     |        |        |        |        |        | 1      | 2      |
| 32     | 3      | 4      | 5      | 6      | 7      | 8      | 9      |
| 33     | 10     | 11     | 12     | 13     | 14     | 15     | 16     |
| 34     | 17     | 18     | 19     | 20     | 21     | 22     | 23     |
| 35     | 24     | 25     | 26     | 27     | 28     | 29     | 30     |
| 36     | 31     |        |        |        |        |        |        |

| September | September | September | September | September | September | September | September |
| Kw        | Mo        | Di        | Mi        | Do        | Fr        | Sa        | So        |
| --------- | --------- | --------- | --------- | --------- | --------- | --------- | --------- |
| 36        |           | 1         | 2         | 3         | 4         | 5         | 6         |
| 37        | 7         | 8         | 9         | 10        | 11        | 12        | 13        |
| 38        | 14        | 15        | 16        | 17        | 18        | 19        | 20        |
| 39        | 21        | 22        | 23        | 24        | 25        | 26        | 27        |
| 40        | 28        | 29        | 30        |           |           |           |           |

| Oktober | Oktober | Oktober | Oktober | Oktober | Oktober | Oktober | Oktober |
| Kw      | Mo      | Di      | Mi      | Do      | Fr      | Sa      | So      |
| ------- | ------- | ------- | ------- | ------- | ------- | ------- | ------- |
| 40      |         |         |         | 1       | 2       | 3       | 4       |
| 41      | 5       | 6       | 7       | 8       | 9       | 10      | 11      |
| 42      | 12      | 13      | 14      | 15      | 16      | 17      | 18      |
| 43      | 19      | 20      | 21      | 22      | 23      | 24      | 25      |
| 44      | 26      | 27      | 28      | 29      | 30      | 31      |         |

| November | November | November | November | November | November | November | November |
| Kw       | Mo       | Di       | Mi       | Do       | Fr       | Sa       | So       |
| -------- | -------- | -------- | -------- | -------- | -------- | -------- | -------- |
| 44       |          |          |          |          |          |          | 1        |
| 45       | 2        | 3        | 4        | 5        | 6        | 7        | 8        |
| 46       | 9        | 10       | 11       | 12       | 13       | 14       | 15       |
| 47       | 16       | 17       | 18       | 19       | 20       | 21       | 22       |
| 48       | 23       | 24       | 25       | 26       | 27       | 28       | 29       |
| 49       | 30       |          |          |          |          |          |          |

| Dezember | Dezember | Dezember | Dezember | Dezember | Dezember | Dezember | Dezember |
| Kw       | Mo       | Di       | Mi       | Do       | Fr       | Sa       | So       |
| -------- | -------- | -------- | -------- | -------- | -------- | -------- | -------- |
| 49       |          | 1        | 2        | 3        | 4        | 5        | 6        |
| 50       | 7        | 8        | 9        | 10       | 11       | 12       | 13       |
| 51       | 14       | 15       | 16       | 17       | 18       | 19       | 20       |
| 52       | 21       | 22       | 23       | 24       | 25       | 26       | 27       |
| 53       | 28       | 29       | 30       | 31       |          |          |          |

## Ereignisse

### Politik und Weltgeschehen

#### Österreichischer Erbfolgekrieg / Zweiter Schlesischer Krieg

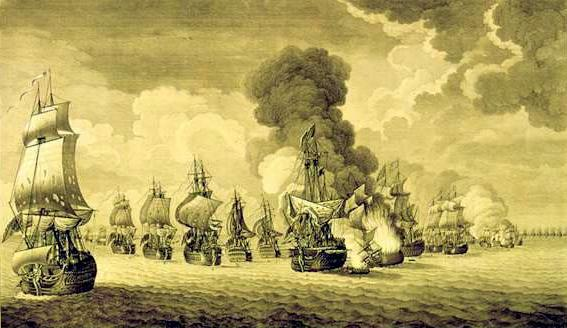
Abbildung der Schlacht aus dem Jahr 1796

- 22. Februar: Im Österreichischen Erbfolgekrieg kommt es zur Seeschlacht bei Toulon. Die britische Mittelmeerflotte und die Flotte der Verbündeten Frankreich und Spanien trennen sich nach heftigem Kampf ohne klaren Sieger. Frankreich und Großbritannien befinden sich zu diesem Zeitpunkt noch nicht offiziell in Kriegszustand. Im Anschluss proklamieren beide Seiten den Sieg für sich. In Großbritannien wird den Befehlshabern Versagen vorgeworfen. Admiral Thomas Mathews wird in einem spektakulären Kriegsgerichtsverfahren schuldig gesprochen und seines Postens enthoben.
- Frühjahr: Die französische Armee marschiert gegen Brüssel und die britisch-niederländische Armee. Sie erobert Menen, Ypern, Furnes und Knock, muss danach allerdings den Großteil ihrer Truppen gegen Karl von Lothringens österreichische Armee schicken, die im Elsass den Rhein überschritten hat.
- 16. August: Friedrich der Große, der nach den militärischen Erfolgen der Pragmatischen Armee fürchten muss, dass Maria Theresia das von Preußen eroberte Schlesien wieder zurückfordert, beginnt mit dem Einmarsch seiner Truppen in Böhmen den Zweiten Schlesischen Krieg mit Österreich.
- 16. September: Im Zweiten Schlesischen Krieg kapituliert nach zweiwöchiger Belagerung die Stadt Prag gegenüber dem Heer Preußens. Die österreichischen Truppen ziehen sich in der Folge weit ins Land zurück und erschweren so den preußischen Nachschub.
- Durch die preußische Entlastung ist es den Bayern und Franzosen gelungen, Bayern zurückzuerobern. Ein französisches Heer unter dem persönlichen Kommando Ludwigs XV. besetzt nach sechswöchiger Belagerung die vorderösterreichische Hauptstadt Freiburg im Breisgau, während ein anderes das österreichische Schwaben angreift. Im November sammelt sich noch ein drittes Heer an der Mosel.
- In Italien dringt eine französisch-spanische Armee ins Piemont ein und schlägt das sardinische Heer an der Stura. Danach nimmt sie Villafranca, Oneglia und Nizza ein. Im Herbst muss die Armee jedoch wieder nach Piemont zurück. In Mittelitalien drängen die Österreicher die Spanier aus Neapel zurück. Doch als dieses seine Neutralität wieder aufgibt, muss sich das österreichische Heer bis in die Toskana zurückziehen.
- 18. Dezember: Österreichs Erzherzogin Maria Theresia lässt die Juden aus Prag und Böhmen ausweisen. Sie werden beschuldigt, im Schlesischen Krieg Preußen bei der Eroberung Prags zu unterstützen.

#### Ostfriesland
- 14. März: Die Emder Konvention regelt die Annexion der Grafschaft Ostfriesland durch Preußen nach dem Aussterben der Cirksena-Dynastie. Sie endet im selben Jahr mit dem Tod des Fürsten Carl Edzard.
- 25. Mai: Das Fürstentum Ostfriesland fällt nach dem Tod des letzten Fürsten Carl Edzard an Preußen. Friedrich II. lässt das Land von Emden aus ohne Widerstand besetzen. Am 23. Juni huldigen die Landstände der preußischen Krone.

#### Amerikanische Kolonien
- März: King George’s War beginnt.

### Wirtschaft

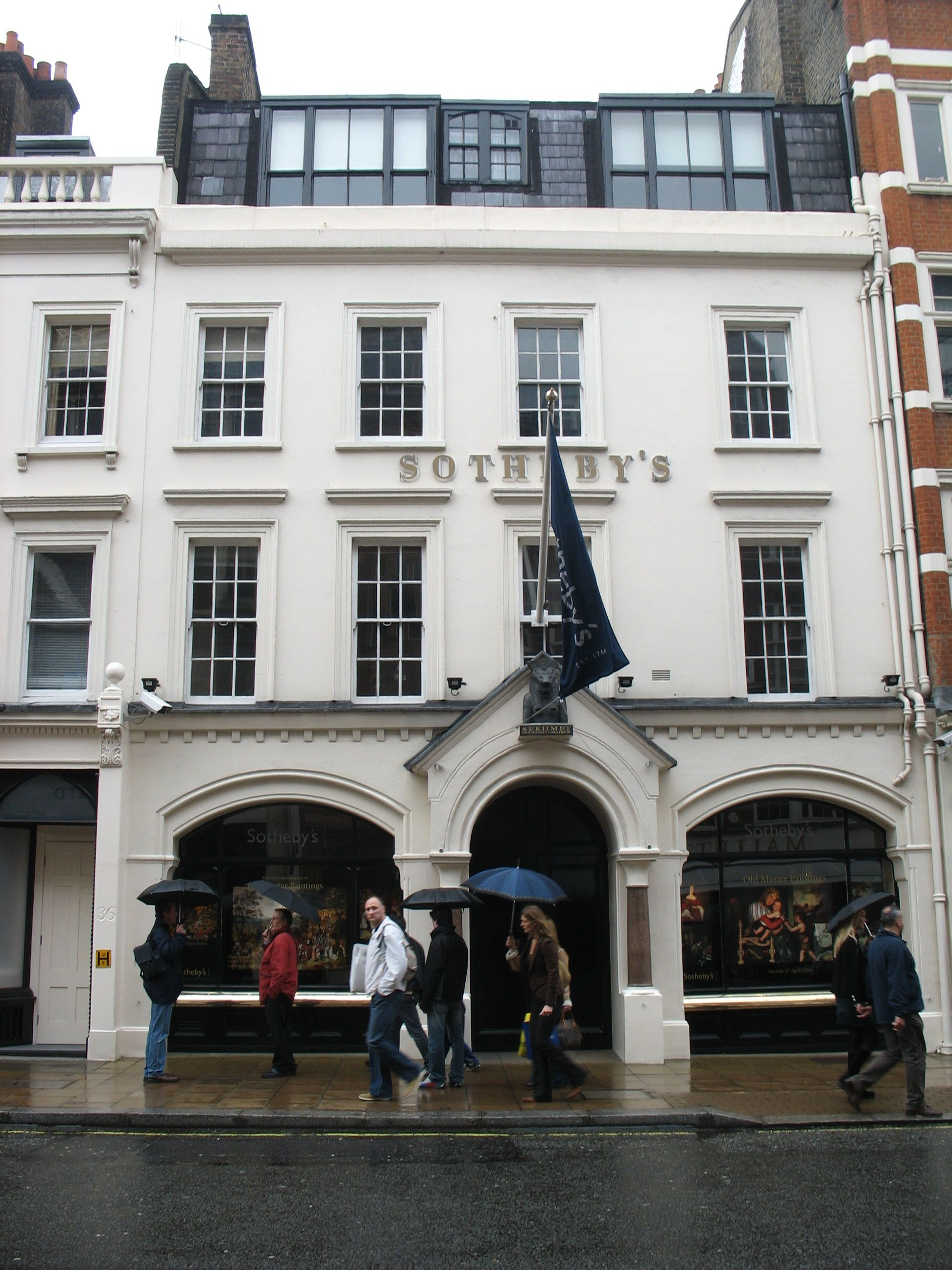
Niederlassung von Sotheby’s in der New Bond Street, London

- 11. März: Das Auktionshaus Sotheby’s veranstaltet seine erste Versteigerung.
- Die Newa-Porzilin-Manufaktur in Sankt Petersburg wird gegründet.

### Wissenschaft und Technik

Die Geschwinde Reise auf dem Lufft-Schiff, Titelblatt 1744

Der kursächsische Hofastronom Eberhard Christian Kindermann veröffentlicht das Werk Vollständige Astronomie, oder Sonderbare Betrachtungen derer vornehmsten an dem Firmament befindlichen Planeten und Sterne.

#### Literatur

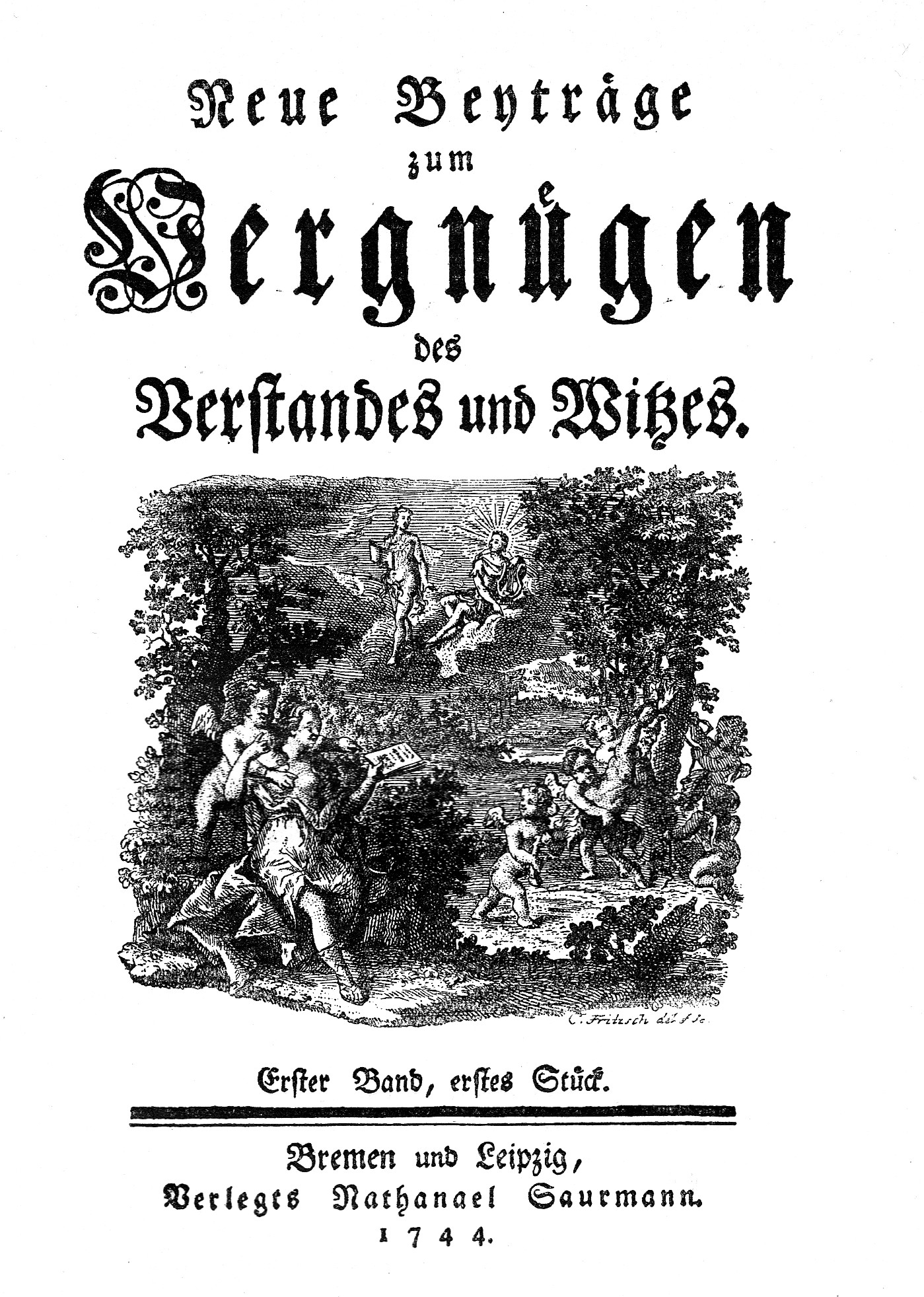
Erste Ausgabe der Bremer Beiträge

### Kultur

#### Musik und Theater
- 8. Januar: Anlässlich der Hochzeit der Erzherzogin Maria Anna von Österreich mit Herzog Karl Alexander von Lothringen wird in Wien im Rahmen einer privaten Veranstaltung die Oper Ipermestra von Johann Adolph Hasse auf das Libretto von Pietro Metastasio uraufgeführt. Am 25. Januar erfolgt die eigentliche Premiere am Hoftheater.
- 10. Februar: Das dramatische Oratorium The Story of Semele von Georg Friedrich Händel wird am Theatre Royal, Covent Garden, in London uraufgeführt.
- 2. März: Das Oratorium Joseph and his Brethren von Georg Friedrich Händel wird am Theatre Royal, Covent Garden, in London uraufgeführt.
- April: Giuseppe Bonnos Vertonung von Pietro Metastasios Libretto La danza hat an der Hofburg zu Wien ihre Uraufführung.
- 10. Oktober: Die Komödie La Dispute (Der Streit) von Pierre Carlet de Marivaux wird in Frankreich uraufgeführt.

### Gesellschaft

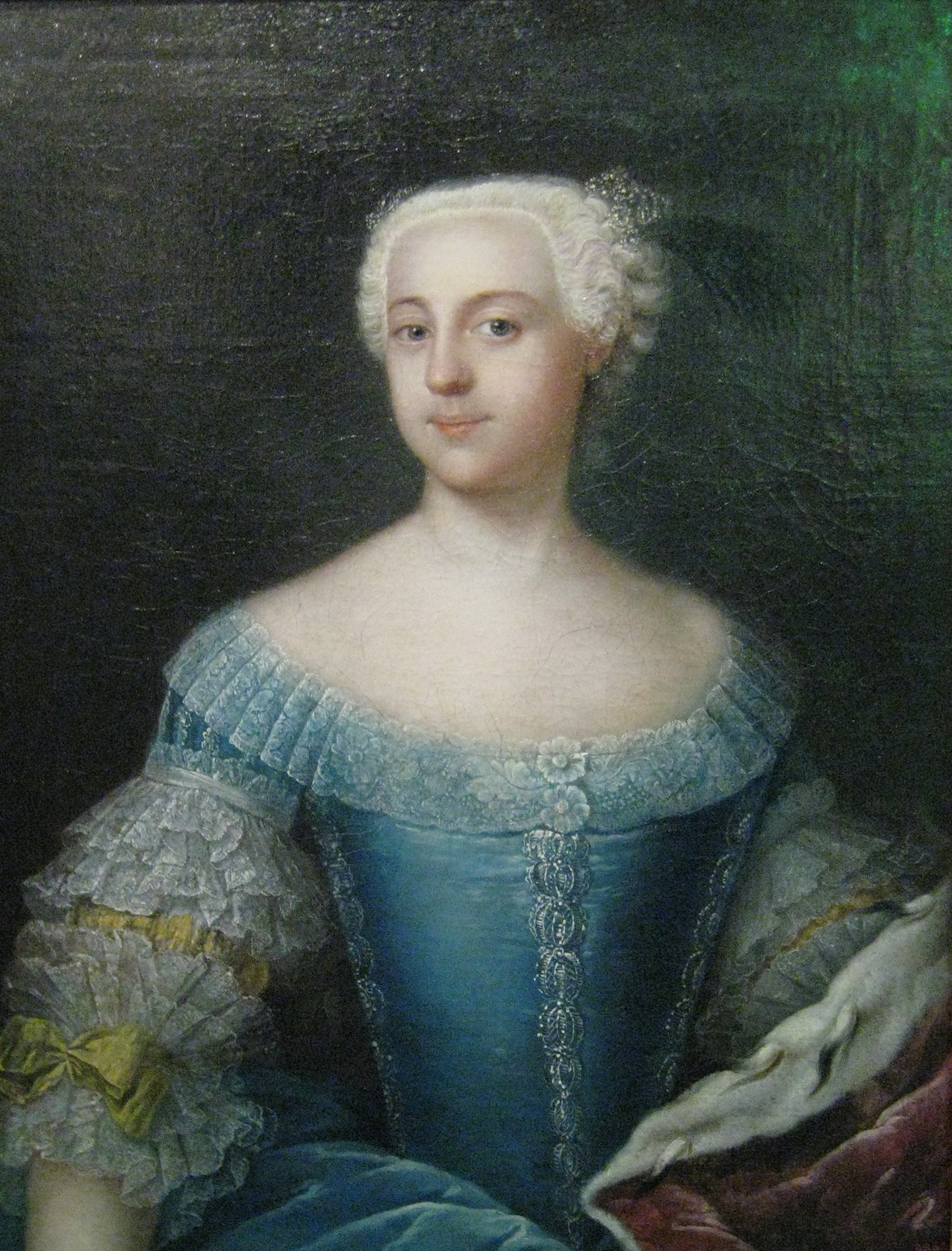
Sophie von Anhalt-Zerbst

- 9. Juli: Einen Tag vor ihrer Verlobung mit dem russischen Großfürsten und Thronfolger Peter Fjodorowitsch konvertiert Prinzessin Sophie Auguste Friederike von Anhalt-Zerbst vom evangelisch-lutherischen zum orthodoxen Glauben und bekommt zu Ehren Jekaterinas I., der Mutter der regierenden Kaiserin Elisabeth Petrowna, den Namen Jekaterina Alexejewna.
- 10. August: Friedrich der Große ordnet an, auf einem Hang in Potsdam Weinbergterrassen zu schaffen.
- Luise Ulrike von Preußen gründet den Orden vom Fächer als ritterlichen Damenorden.

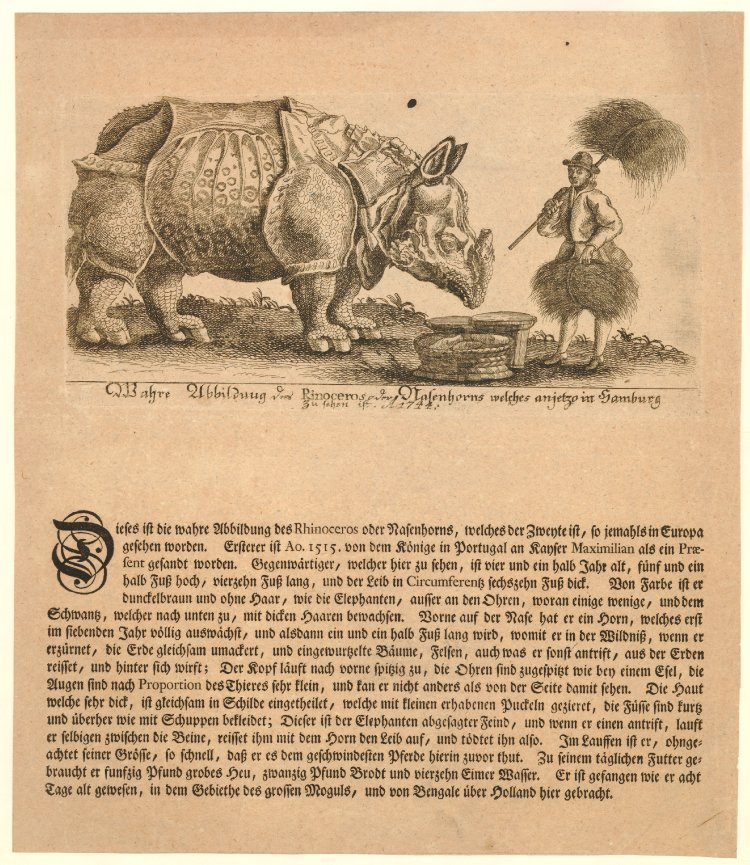
Hamburger Flugblatt von 1744 über die bevorstehende Schautour des Nashorns Clara, die Darstellung des Tiers ist an Dürers Holzschnitt orientiert

### Religion
Papst Benedikt XIV. promulgiert am 12. September die Päpstliche Bulle Omnium solicitudinum. In der direkt an die Vorgängerbulle Ex quo singulari anschließenden Bulle fasst er alle bisher geleisteten Missionstätigkeiten zusammen und unterstreicht deren Bedeutung. Gleichzeitig ruft er die Missionare, vorrangig die Jesuiten, zum Gehorsam auf.

### Katastrophen
- 4./5. Oktober: Das britische Segelschiff Victory geht mit der 1.150 Mann starken Besatzung in einem Sturm im Ärmelkanal unter.

### Natur und Umwelt

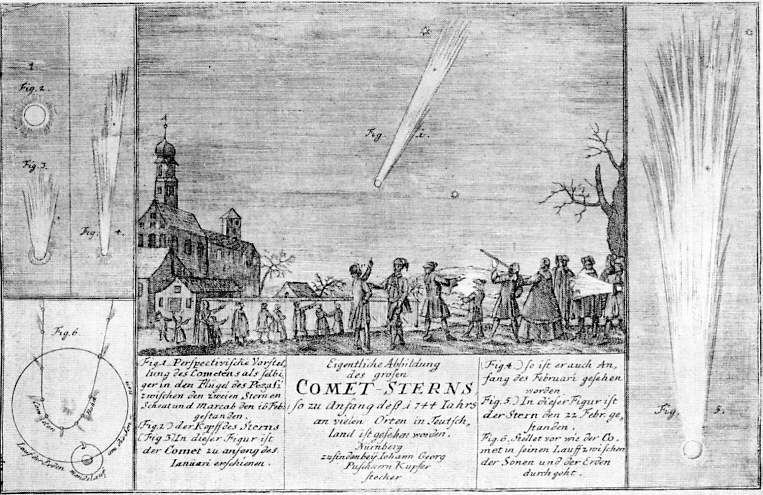
Der Große Komet am 16. Februar 1744 über Nürnberg

- 1. März: Der im Vorjahr erstmals auf der Erde sichtbare Große Komet C/1743 X1 erreicht seinen Periheldurchgang.

### Sport
- 7. März: Die Gentlemen Golfers of Leith präsentieren dem Rat der Stadt Edinburgh die ersten Golfregeln. Am 2. April findet das erste Golfturnier um den von der Stadt gestifteten Silbernen Löffel statt.
- In England wird erstmals ein Spiel namens base ball erwähnt.

## Geboren

### Erstes Quartal
- 01. Januar: Salomon Kitt, Schweizer Kaufmann und Bodenspekulant († 1825)
- 05. Januar: Gaspar Melchor de Jovellanos, spanischer Staatsmann, politischer Schriftsteller und Dichter († 1811)
- 10. Januar: Thomas Mifflin, US-amerikanischer Politiker und General, Gouverneur von Pennsylvania († 1800)
- 15. Januar: Ebenezer Hazard, US-amerikanischer Politiker, Postmaster General († 1817)
- 01. Februar: Friedrich Benjamin Paul Loriol d’Anières, preußischer Jurist († 1771)
- 02. Februar: Willibrord van Os, alt-katholischer Erzbischof von Utrecht († 1825)
- 05. Februar: John Jeffries, US-amerikanischer Arzt und Luftfahrtpionier († 1819)
- 08. Februar: Georg Alexander Heinrich Herrmann von Callenberg, Standesherr der Freien Standesherrschaft Muskau († 1795)
- 08. Februar: Karl Theodor von Dalberg, Erzbischof und Kurfürst von Mainz, Reichserzkanzler († 1817)
- 13. Februar: John Walker, US-amerikanischer Politiker († 1809)
- 14. Februar: Sophie Arnould, französische Schauspielerin, Sängerin und Salonière († 1802)
- 16. Februar: Johann Georg Otto, deutscher Beamter († 1829)
- 17. Februar: Hans Wilhelm von Thümmel, Geheimrat, Minister und Diplomat in Sachsen-Gotha-Altenburg († 1824)
- 21. Februar: Eise Eisinga, niederländischer Astronom († 1828)
- 23. Februar: Josiah Quincy II, amerikanischer Rechtsanwalt († 1775)
- 23. Februar: Mayer Amschel Rothschild, deutscher Kaufmann und Bankier († 1812)
- 25. Februar: William Cornwallis, britischer Admiral († 1819)
- 28. Februar: Sebastiano Ayala, italienischer Jesuit, Mathematiker, Astronom und Philologe († 1817)
- 01. März: Étienne Lenoir, französischer Instrumentenbauer († 1832)
- 04. März: Joseph Hamilton Daviess, Kommandant der Dragoner († 1811)
- 04. März: Christian Friedrich Matthäi, deutscher Altphilologe († 1811)
- 04. März: Burkhard Friedrich Mauchart, deutscher Schultheiß und Abgeordneter († 1827)
- 11. März: José Anastácio da Cunha, portugiesischer Mathematiker und Lyriker († 1787)
- 16. März: Nicolas-Germain Léonard, französischer Dichter und Romanautor († 1793)
- 27. März: Alexei Iwanowitsch Mussin-Puschkin, russischer Staatsbeamter, Historiker, Bücher- und Kunstsammler († 1817)

### Zweites Quartal
- 13. April: Johann Andreas Naumann, deutscher Ornithologe († 1826)
- 22. April: Ernst Wilhelm Benjamin von Korckwitz, preußischer Beamter († 1802)
- 22. April: James Sullivan, US-amerikanischer Politiker, Gouverneur von Massachusetts († 1808)
- 01. Mai: Philipp Fischer, deutscher Mediziner und Leibarzt von Maximilian III. Joseph von Bayern († 1800)
- 04. Mai: Marianna von Martines, österreichische Komponistin, Cembalistin und Sängerin († 1812)
- 05. Mai: Christian Rau, deutscher Rechtswissenschaftler († 1818)
- 06. Mai: Johann Christoph Kunze, deutscher protestantischer Theologe und Missionar († 1807)
- 08. Mai: Nikolai Iwanowitsch Nowikow, russischer Journalist und Herausgeber († 1818)
- 09. Mai: Anton Höhne, deutschböhmischer Baumeister, Architekt und Unternehmer († 1795)
- 19. Mai: Sophie Charlotte von Mecklenburg-Strelitz, Königin von Großbritannien und Irland sowie Kurfürstin von Braunschweig-Lüneburg und Königin von Hannover († 1818)
- 21. Mai: Viktor Amadeus, Prinz von Anhalt-Bernburg-Schaumburg-Hoym und russischer General († 1790)
- 31. Mai: Richard Lovell Edgeworth, englischer Autor und Erfinder († 1817)
- 01. Juni: Christian Gotthilf Salzmann, deutscher evangelischer Pfarrer und Pädagoge († 1811)
- 05. Juni: Henriette Katharina Agnes von Anhalt-Dessau, Dechantin im Stift Herford und Freifrau von Loën († 1799)
- 07. Juni: Gottlieb Hünerwadel, Schweizer Industrieller, Politiker und Offizier († 1820)
- 18. Juni: Vinzenz Joseph von Schrattenbach, Fürstbischof von Lavant und Bischof von Brünn († 1816)
- 21. Juni: Karl von Zyllnhardt, Grundherr in Mauer und Leiter der Bayerischen General-Forst-Administration († 1816)
- 22. Juni: Johann Christian Polycarp Erxleben, deutscher Gelehrter († 1777)

### Drittes Quartal
- 04. Juli: Samuel Gottlieb Gmelin, deutscher Arzt, Botaniker und Naturforscher († 1774)
- 06. Juli: Maria Josefa Carmela von Spanien, Prinzessin von Neapel und Sizilien, Infantin von Spanien († 1801)
- 10. Juli: Aaron Kitchell, US-amerikanischer Politiker († 1820)
- 11. Juli: Pierce Butler, US-amerikanischer Politiker († 1822)
- 16. Juli: Wilhelm Christian Oettel, deutscher evangelischer Geistlicher und Pädagoge († 1829)
- 17. Juli: Elbridge Gerry, US-amerikanischer Politiker, Unterzeichner der Unabhängigkeitserklärung, Gouverneur von Massachusetts und Vizepräsident der Vereinigten Staaten († 1814)
- 19. Juli: Heinrich Christian Boie, deutscher Dichter und Herausgeber († 1806)
- 20. Juli: Joshua Clayton, US-amerikanischer Politiker, Präsident/Gouverneur von Delaware († 1798)
- 22. Juli: Heinrich Philipp Bossler, deutscher Musikverleger, Impresario, Sekretär und Kammerdiener († 1812)
- 25. Juli: Heinrich August Typke, deutscher evangelischer Theologe († 1830)
- 26. Juli: Maria Elisabeth Ziesenis, deutsche Malerin († 1796)
- 31. Juli: Peter Anker, norwegischer Diplomat, Gouverneur in der dänischen Kolonie Tranquebar und Kunstsammler († 1832)
- 01. August: Jean-Baptiste de Lamarck, französischer Biologe († 1829)
- 11. August: Tomás Antônio Gonzaga, brasilianischer Lyriker portugiesischer Abstammung († 1810)
- 20. August: Michelangelo Luchi, italienischer Kardinal der katholischen Kirche († 1802)
- 20. August: Christian Friedrich Richter, deutscher Mediziner († 1826)
- 20. August: Karl Christian Tittmann, deutscher evangelischer Theologe († 1820)

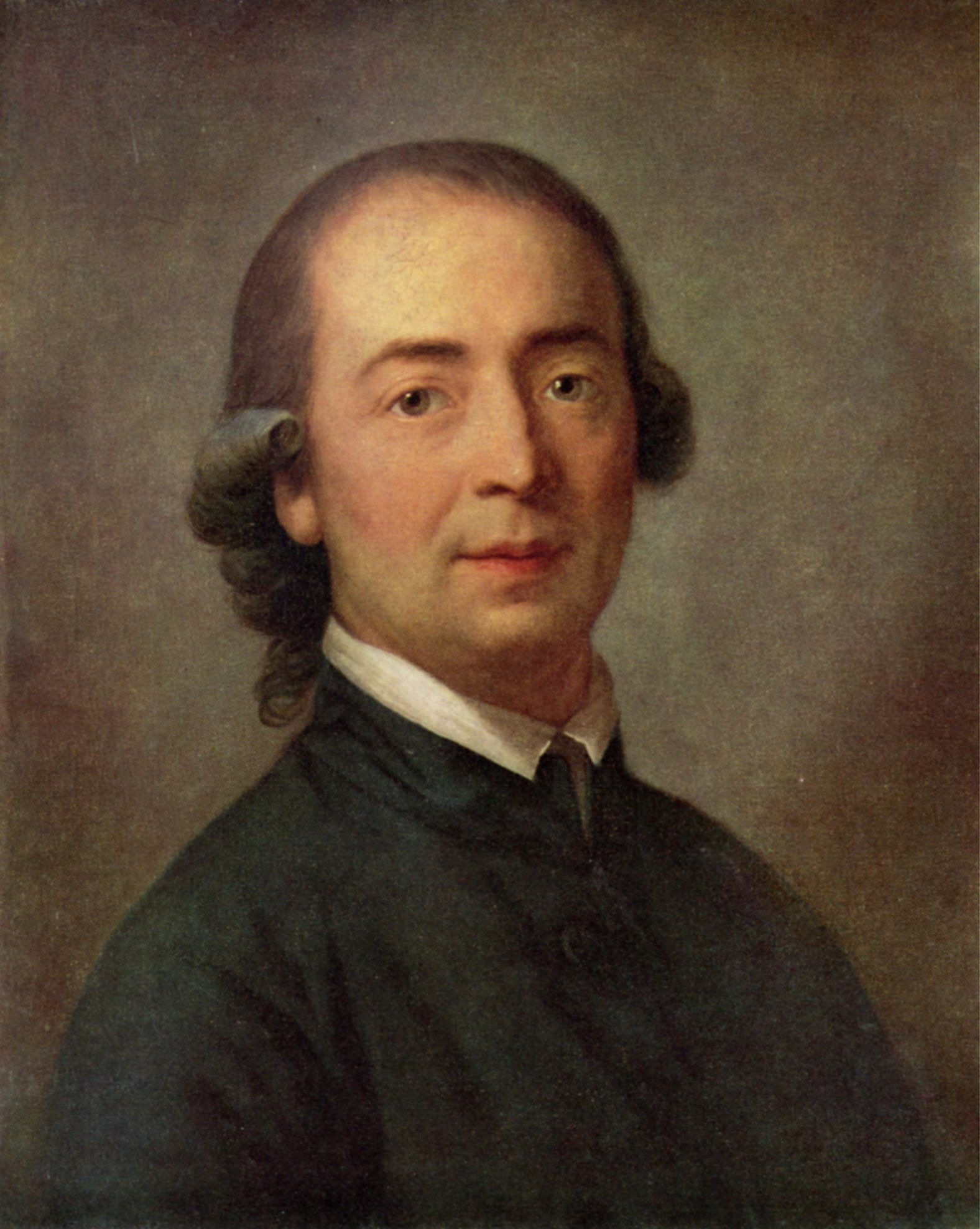
Johann Gottfried Herder, 1785

- 25. August: Johann Gottfried Herder, deutscher Philosoph, Theologe, Schriftsteller und Dichter († 1803)
- 28. August: Friederike Auguste Sophie von Anhalt-Bernburg, Fürstin von Anhalt-Zerbst, Verwalterin der Erbschaft Jever († 1827)
- 29. August: Johann Wilhelm Schmid, deutscher evangelischer Theologe († 1798)
- 31. August: John Houstoun, US-amerikanischer Politiker, Gouverneur von Georgia († 1796)
- 04. September: Étienne Malmy, französischer Trappist, Prior, Abt und Klostergründer († 1840)
- 20. September: Giacomo Quarenghi, italienischer Architekt und Maler in Russland († 1817)
- 23. September: Alexander Trippel, deutscher Bildhauer († 1793)

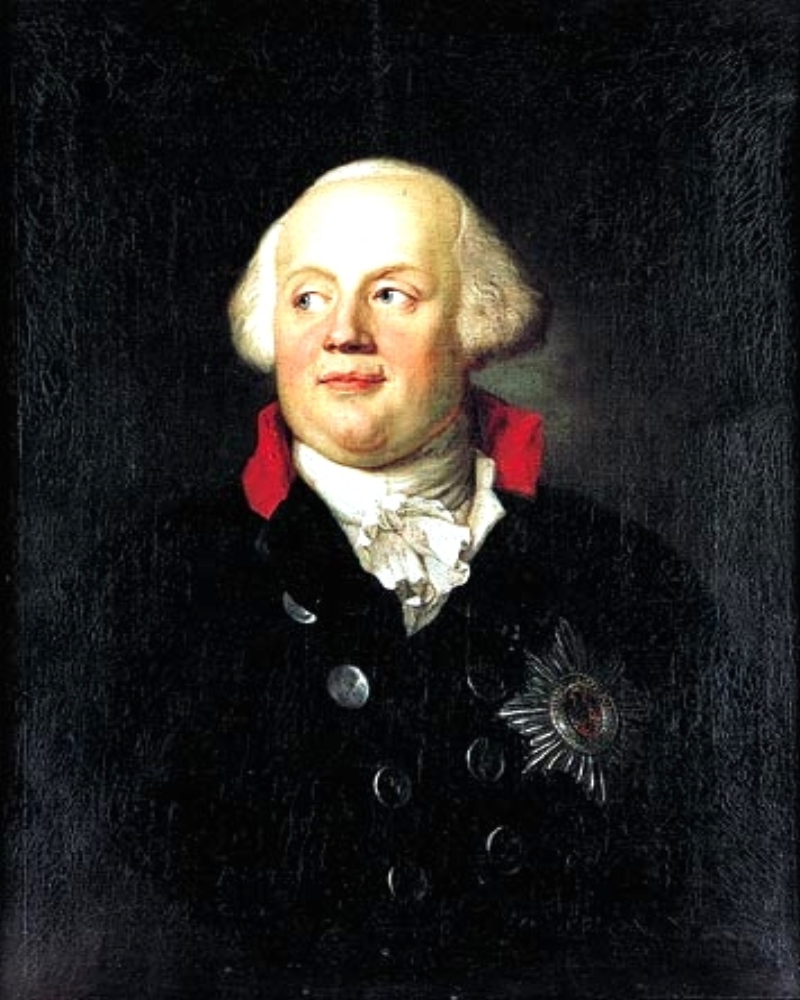
Friedrich Wilhelm II., 1792

- 25. September: Friedrich Wilhelm II., König von Preußen und Markgraf von Brandenburg, Erzkämmerer und Kurfürst des Heiligen Römischen Reiches († 1797)
- 27. September: Christoph Städele, deutscher Hutmacher und Dichter († 1811)

### Viertes Quartal
- 06. Oktober: James McGill, schottisch-kanadischer Kaufmann, Offizier und Philanthrop († 1813)
- 10. Oktober: Michael Hieronymus Fürst Radziwiłł, litauisch-polnischer Magnat († 1831)
- 16. Oktober: Johann Friedrich Neidhart, deutscher Pädagoge und Schulleiter († 1825)
- 17. Oktober: Johann Georg Treuttel, französischer Buchhändler und Verleger († 1826)
- 18. Oktober: Olof Schwan, schwedischer Orgelbauer († 1812)
- 25. Oktober: Daniel Berger, deutscher Kupferstecher († 1825)
- 26. Oktober: Johann Georg Wagner, deutscher Landschaftsmaler und Radierer († 1767)
- 27. Oktober: Mary Moser, engländische Malerin des Klassizismus, Gründungsmitglied der Royal Academy of Arts († 1819)
- 04. November: Johann III Bernoulli, Schweizer Astronom († 1807)
- 07. November: Albrecht Heinrich von Arnim, preußischer Justizminister († 1805)
- 08. November: Christian Gottfried Gruner, deutscher Mediziner und Historiker († 1815)
- 09. November: Johann Michael Söckler, deutscher Kupferstecher († 1781)
- 11. November: Abigail Adams, US-amerikanische Präsidentengattin und -mutter († 1818)
- 15. November: Joseph Leopold Strickner, österreichischer Maler und Kupferstecher († 1826)
- 25. November: Felix de Avellar Brotero, portugiesischer Botaniker († 1828)
- 26. November: Karl Siegmund von Seckendorff, deutscher Dichter, Komponist, Schauspieler, Sänger und Regisseur († 1785)
- 30. November: Karl Ludwig von Knebel, deutscher Lyriker und Übersetzer († 1834)
- 02. Dezember: Ramón Bayeu, spanischer Maler († 1793)
- 05. Dezember: Joseph Benedikt von Thurn-Valsassina, deutscher katholischer Geistlicher († 1825)
- 06. Dezember: David Vogel, Schweizer Architekt, Architekturtheoretiker und Politiker († 1808)
- 10. Dezember: Antoine-Joseph-Eulalie de Beaumont d’Autichamp, französischer Militär († 1822)
- 13. Dezember: Anne Louise de Jouy Brillon, französische Cembalistin, Pianistin und Komponistin († 1824)
- 13. Dezember: Jón Þorláksson, isländischer Schriftsteller und Übersetzer († 1819)
- 15. Dezember: Eberhard von der Recke, deutscher Jurist und Politiker, Generalgouverneur von Sachsen († 1816)
- 19. Dezember: Karl von Hessen-Kassel, nicht-regierender Landgraf von Hessen-Kassel und dänischer Statthalter der Herzogtümer Schleswig und Holstein († 1836)
- 21. Dezember: Anne Vallayer-Coster, französische Malerin († 1818)
- 25. Dezember: Robert Brown, US-amerikanischer Politiker († 1823)

### Genaues Geburtsdatum unbekannt
- Franz Xaver von Auffenberg, österreichischer Offizier († 1815)
- Josef Bárta, tschechischer Komponist († 1787)
- Berr-Isaak Berr, Vorkämpfer für die Judenemanzipation in Frankreich († 1828)
- Ludwig Friedrich von Domhardt, preußischer Beamter († 1814)
- Koikawa Harumachi, japanischer Schriftsteller († 1789)
- Johann Nepomuk Kaňka senior, böhmischer Jurist und Komponist († 1798)
- Christian Friedrich Nürnberger, deutscher Mediziner und Botaniker († 1795)
- Flavius Scheuermann, deutscher Franziskanerpater, Organist und Komponist († 1828)
- Maha Surasinghanat, Vizekönig und Anführer der siamesischen Armee von Ayutthaya († 1803)
- Meyer Simon Weyl, deutscher Rabbiner und Dajan († 1826)

## Gestorben

### Januar bis April
- 04. Januar: Johann Jacob Eybelwieser, schlesischer Maler österreichischer Herkunft (* um 1667)
- 15. Januar: Charles-Hubert Gervais, französischer Kapellmeister und Komponist (* 1671)
- 18. Januar: Michele Marieschi, italienischer Maler (* 1710)
- 20. Januar: Richard Jones, englischer Violinist und Komponist
- 23. Januar: Giambattista Vico, italienischer Geschichts- und Rechtsphilosoph (* 1668)
- 24. Januar: Marie Poussepin, französische Nonne und Ordensgründerin (* 1653)
- 26. Januar: Johann Friedrich Henckel, deutscher Arzt, Mineraloge, Metallurg und Chemiker (* 1678)
- 26. Januar: Ludwig Andreas von Khevenhüller, kaiserlicher Feldmarschall (* 1683)
- 29. Januar: Thomas Mansel, 2. Baron Mansel, walisischer Adeliger (* 1719)
- 05. Februar: Hermann Friedrich Teichmeyer, deutscher Mediziner (* 1685)
- 13. Februar: Pierre Gobert, französischer Hofmaler (* 1662)
- 14. Februar: John Hadley, englischer Astronom und Mathematiker (* 1682)
- 15. Februar: František Vaclav Míča, tschechischer Komponist (* 1694)
- 04. März: Leopold, Herzog von Schleswig-Holstein-Sonderburg-Wiesenburg und kaiserlicher Rat (* 1674)
- 04. März: Gottlieb Stolle, deutscher Polyhistor (* 1673)
- 08. März: William Carew, 5. Baronet, britischer Politiker (* 1689)
- 14. März: Johann Ulrich von König, deutscher Schriftsteller und Opernlibrettist (* 1688)
- 19. März: Ernst Christoph Arnoldi, deutscher Rechtswissenschaftler (* 1696)
- 20. März: William Maxwell, 5. Earl of Nithsdale, schottischer Adeliger (* 1676)
- 31. März: Johann Ulrich Tresenreuter, deutscher Pädagoge, Philologe, Philosoph und evangelischer Theologe (* 1710)
- 01. April: Pedro Malo de Villavicencio, spanischer Jurist und Kolonialverwalter, Vizekönig von Neuspanien (* 1673)
- 05. April: Maria Crescentia Höss, deutsche Franziskanerinnen-Oberin und katholische Heilige (* 1682)
- 11. April: Antioch Dmitrijewitsch Kantemir, russischer Dichter, Satiriker und Diplomat (* 1708)
- 26. April: Domenico Sarro, neapolitanischer Komponist (* 1679)

### Mai bis August
- 03. Mai: Sophie Eleonore, Prinzessin von Schleswig-Holstein-Sonderburg-Beck (* 1658)

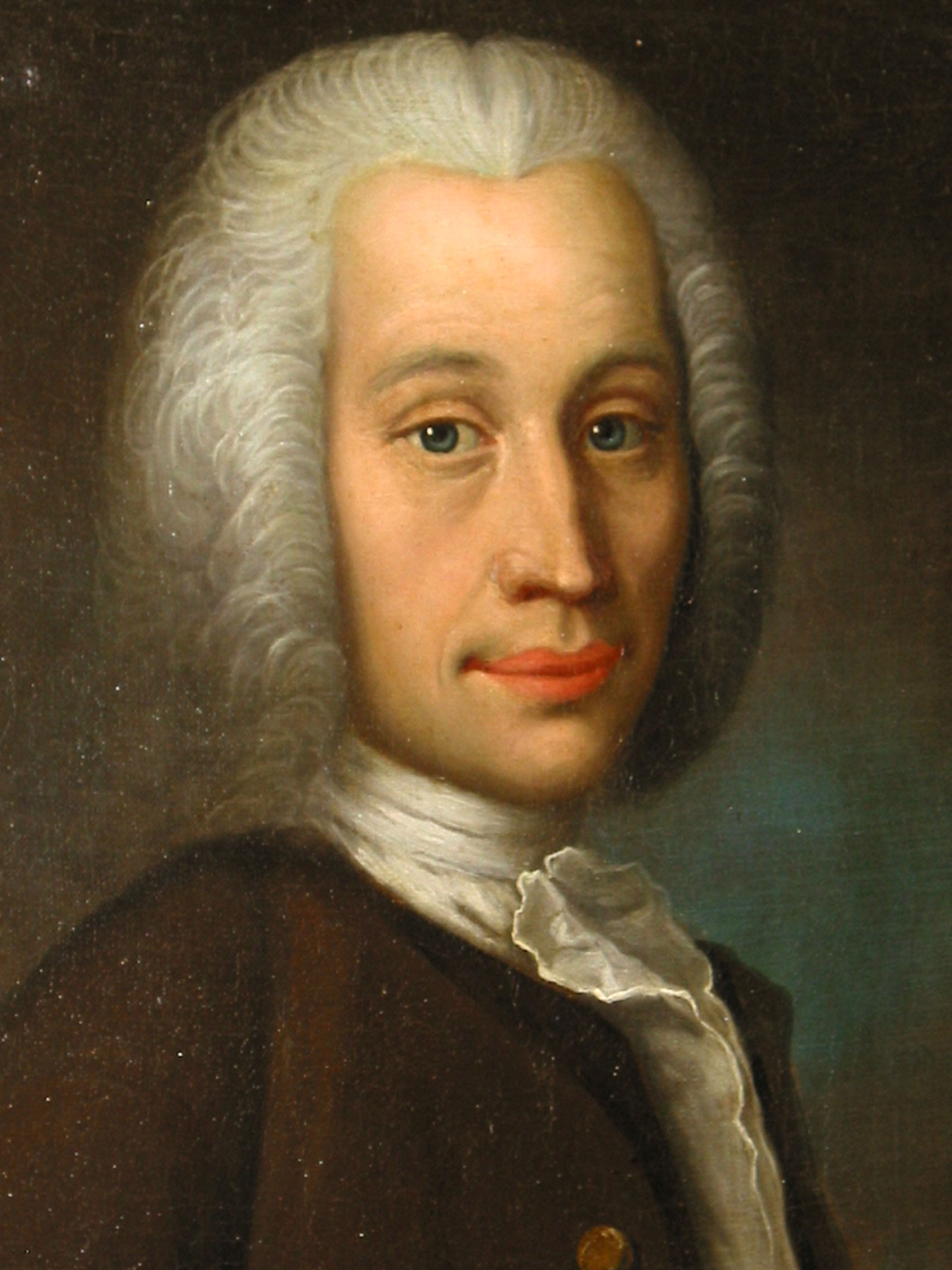
Anders Celsius

- 06. Mai: Anders Celsius, schwedischer Astronom, Mathematiker und Physiker (* 1701)
- 17. Mai: Bonaventura Schwanthaler, bayerischer Bildhauer und Anführer des Bayerischen Volksaufstandes (* 1678)
- 25. Mai: Carl Edzard, Graf von Ostfriesland (* 1716)
- 30. Mai: Alexander Pope, englischer Dichter, Übersetzer, Herausgeber und Schriftsteller (* 1688)
- 08. Juni: Johann Georg Volkamer der Jüngere, deutscher Mediziner und Botaniker (* 1662)
- 13. Juni: Reinhold Carl von Rosen, französischer Generalleutnant (* 1666)
- 20. Juni: Johann Ignaz Egedacher, süddeutscher Orgelbauer (* 1675)
- 27. Juni: Jean Frédéric Bernard, französischer Buchhändler, Autor, Übersetzer, Drucker und Verleger (* 1680)
- 29. Juni: André Campra, französischer Komponist (* 1660)
- 09. Juli: Kasper Niesiecki, polnischer Jesuit und Heraldiker (* 1682)
- 14. Juli: Jakob Immanuel Pyra, deutscher Dichter (* 1715)
- 28. Juli: Lorenzo De Ferrari, italienischer Maler und Freskant (* 1680)
- 06. August: Gottfried Ludwig Mencke, deutscher Rechtswissenschaftler (* 1683)
- 09. August: James Brydges, 1. Duke of Chandos, britischer Adeliger, Bauherr und Mäzen (* 1673)
- 14. August: Philippine Elisabeth Cäsar, Herzogin von Sachsen-Meiningen (* 1686)
- 16. August: Johann Jakob Dachs, Schweizer evangelischer Geistlicher (* 1667)

### September bis Dezember
- 01. September: Friedrich Anton, Fürst von Schwarzburg-Rudolstadt (* 1692)
- 07. September: Karl Friedrich, Fürst zu Fürstenberg (* 1714)
- 12. September: Friedrich Wilhelm von Brandenburg-Schwedt, preußischer Offizier (* 1714)
- 18. September: Michał Serwacy Wiśniowiecki, Großhetman und Großkanzler von Litauen (* 1680)
- 25. September: Jakob Tillmann von Hallberg, kurpfälzischer Hofkanzler und Konferenzminister (* 1681)
- 05. Oktober: Friedrich Benedict Carpzov II., deutscher Jurist und Rechtswissenschaftler (* 1702)
- 12. Oktober: Peter Cornelius Beyweg, Weihbischof in Speyer (* 1670)
- 17. Oktober: Guarneri del Gesù, italienischer Geigenbauer (* 1698)
- 18. Oktober: Sarah Jenyns, britische Hofdame, Jugendfreundin und enge Vertraute der Königin Anne und Ehefrau John Churchills (* 1660)
- 20. Oktober: Johann Christoph Lauterbach, deutscher Kartograf und Ingenieuroffizier (* 1675)
- 21. Oktober: Wilhelmine von Grävenitz, mecklenburgische Adelige, Mätresse des Herzogs Eberhard Ludwig von Württemberg (* 1685)
- 22. Oktober: Leopold Anton von Firmian, Fürstbischof von Salzburg (* 1679)
- 29. Oktober: Ishida Baigan, japanischer Gelehrter (* 1685)
- 31. Oktober: Leonardo Leo, italienischer Komponist (* 1694)
- 13. November: Johannes Nicolaus Kuhn, deutscher Architekt (* 1670)
- 19. November: Ambrosius Franz von Virmont, Graf zu Neersen (* 1682 oder 1684)
- 26. November: Christopher Mansel, 3. Baron Mansel, walisischer Adeliger und Politiker (* um 1699)
- 29. November: Bartolomeo Carlo Rastrelli, italienisch-russischer Bildhauer, Kunstgießer und Architekt (* 1675)
- 08. Dezember: Marie-Anne de Mailly-Nesle, französische Adelige, Mätresse Ludwigs XV. (* 1717)
- 12. Dezember: Christoph Starke, deutscher evangelischer Theologe (* 1684)
- 13. Dezember: Charlotte de La Mothe-Houdancourt, Gouvernante der königlichen Kinder Frankreichs, insbesondere von König Ludwig XV. (* 1654)
- 16. Dezember: Maria Anna von Österreich, Herzogin von Lothringen (* 1718)
- 17. Dezember: Johanna Magdalena von Gersdorf, deutsche Kirchenlieddichterin (* 1706)
- 19. Dezember: Georg Olivier von Wallis, kaiserlicher Generalfeldmarschall und Generalkommandant des Königreichs Sizilien (* 1673)
- 23. Dezember: Élisabeth Charlotte de Bourbon-Orléans, Herzogin von Lothringen und Fürstin von Commercy (* 1676)

### Genaues Todesdatum unbekannt
- Zacharias Allewelt, dänisch-norwegischer Seefahrer (* 1682)
- Isaak Aaron Arnstein, deutsch-österreichischer Bankier und Hoffaktor (* 1682)
- Mihai Racoviță, Fürst der Moldau und der Walachei
- Martin Vinazer, Tiroler Bildhauer (* 1674)